# ماجدة (فلم مغربي)
ماجدة  هو فيلم دراما تلفزي مغربي من إخراج عبد السلام الكلاعي سنة 2006، وبطولة كل من منى فتو، عبد الله ديدان، رشيد الوالي، مليكة العمري، حبيبة المذكوري، حنان الإبراهيمي.

## القصة
يروي الفيلم قصة أستاذة للموسيقى سيدفعها حقدها على والدها بعد انفصاله عن والدتها إلى قطع كل صلة به، رغم رسائل الاستعطاف الكثيرة التي كانت تصلها منه قبل وفاته، بيد أن توترا مفاجئا في علاقتها بزوجها سيقودها إلى بيت الوالد، بعد ثلاثة أيام من رحيله لتكتشف شيئا فشيئا زيف الصورة التي رسخت في ذهنها من طرف أمها، حيث سيحيي المكان في دواخلها ذكريات الطفولة التي عاشتها إلى جانب والدها، كما ستكشف عمتها النقاب عن حقائق ظلت لسنين مغلوطة وملتبسة في ذهن ماجدة.